# 在德国的俄罗斯人

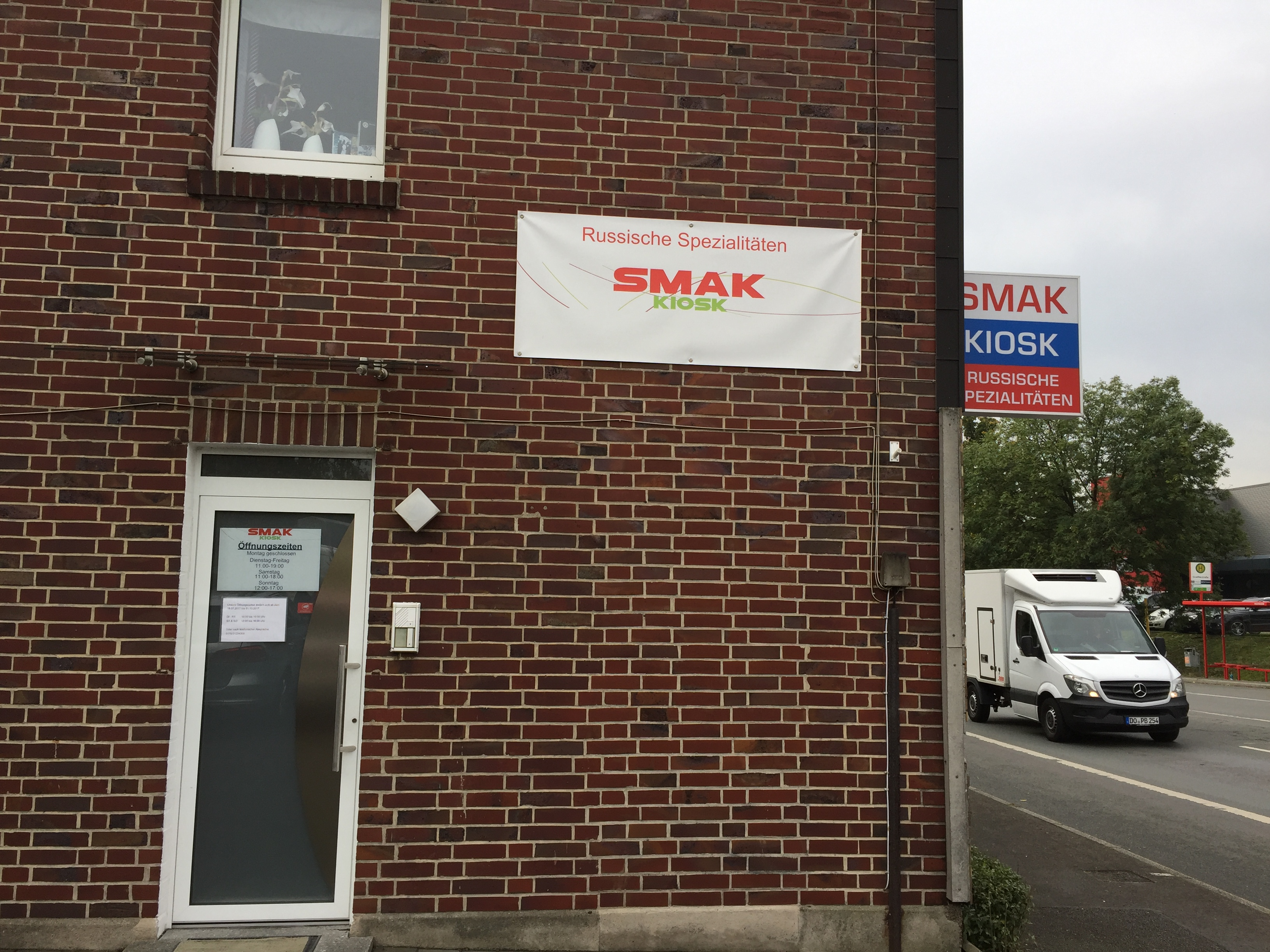
瓦尔特罗普的俄罗斯自动售货亭

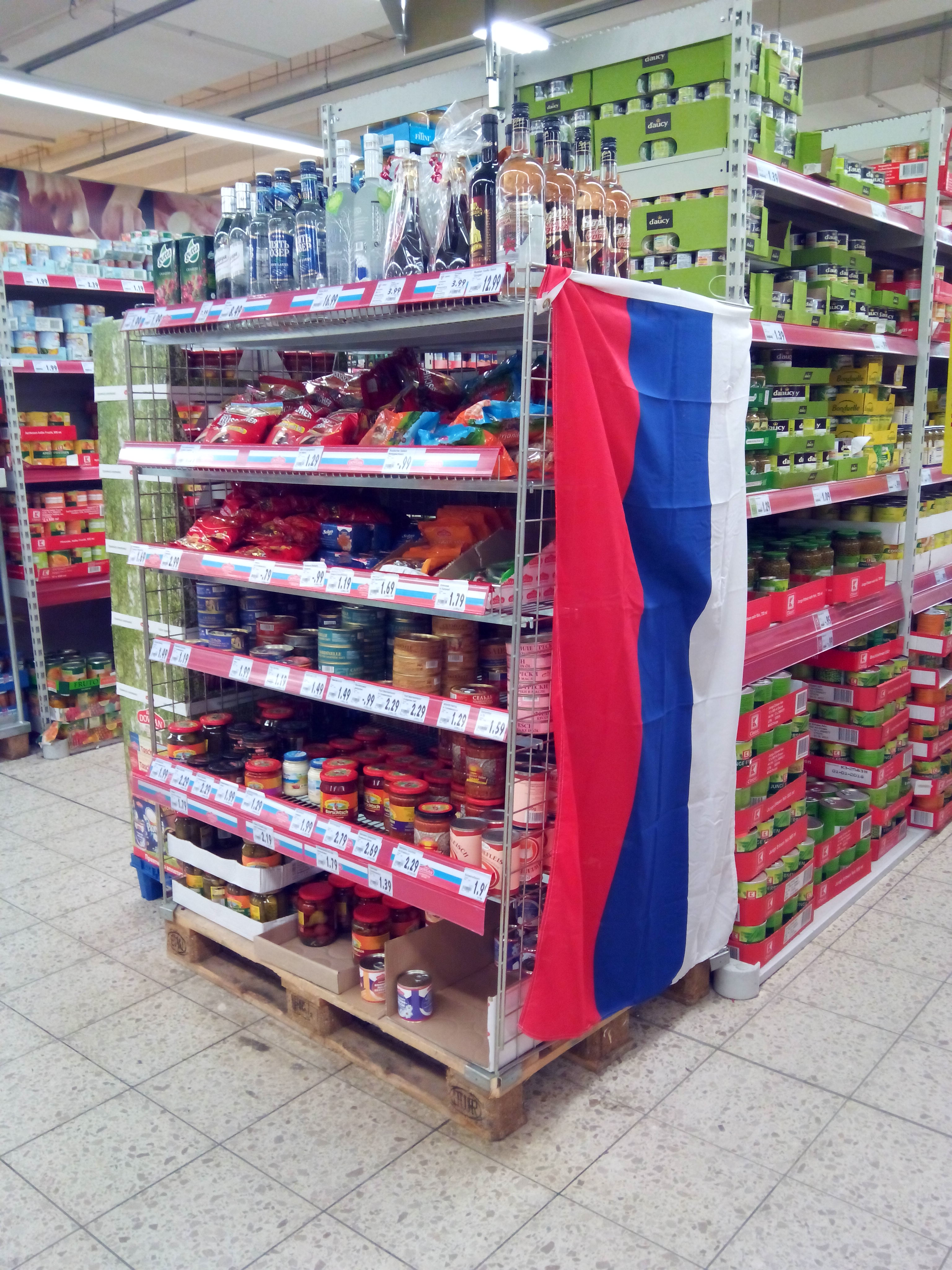
黑爾福德一家超市的俄罗斯食品

2021年在德国各县的俄罗斯公民人数

德国境內有大量的俄罗斯人（德语： Deutschrussen、Russlanddeutsche或Russischsprachige in Deutschland ）。 1991年苏联解体後許多前蘇聯人民移民到西方，其中德国是首选目的地。俄罗斯人（德国俄罗斯人）是德国第三大移民群体。
根據2012年的德国人口統計，居住在德国的俄罗斯移民達到 1,213,000 人。 俄罗斯外交部报告称，约有 3,500,000 名讲俄语的人居住在德国， 主要分为三个族群：
1. 俄罗斯人
2. 德裔俄羅斯人
3. 俄罗斯犹太人